# Il ventre della città
Il ventre della città è un cortometraggio del 1933 diretto da Francesco Di Cocco.

## Trama
È un racconto visivo, privo di commento sonoro, sulla produzione e la distribuzione dei prodotti alimentari a Roma, girato usando anche il metodo candid dell'allora nascente fotogiornalismo: le immagini del mattatoio e alcune sequenze del mercato sono girate di nascosto con una cinepresa portatile di costruzione tedesca
Il cortometraggio è "un viaggio del cibo" iniziando con un pascolo di mucche e vitelli e finendo in un macello. Ci sono immagini sulla fabbricazione del ghiaccio, la vendemmia, la mungitura del latte. Sequenze di veicoli che trasportano farina, mentre si assiste alla produzione del pane e della pasta. Al mercato ortofrutticolo i clienti scelgono e acquistano. È questo il ventre della città, con i diversi percorsi dell'alimentazione che la tiene in vita. Esplicito il riferimento al capolavoro letterario di Émile Zola Il ventre di Parigi.

## Produzione
Il cortometraggio diretto dal pittore Francesco Di Cocco fa parte di una serie di 17 documentari prodotti dalla Cines tra il 1932 e il 1933. È stato distribuito in formato home-video come contenuto speciale nel DVD di Campo de' fiori, edito nel 2005 da Ripley's Home Video.

## Accoglienza

### Critica
Umberto Barbaro scrive: «Uno dei migliori documentari italiani, se non il migliore, è Il ventre della città del pittore Francesco Di Cocco, che illustra gli approvvigionamenti commestibili di Roma […] per cui Mario Labroca ha scritto una composizione di accompagnamento ispirata [……]. La bella fotografia e il paesaggio da un quadro all'altro determinato da felici analogie formali e di tono fotografico, la scelta sapiente del materiale visivo fanno di questo film un piccolo gioiello».
Francesco Pasinetti commenta invece la narrazione delle immagini che inizia «da toni lieti e pittoreschi (i buoi che pascolano) attraversa un atteggiamento tragico (il mattatoio) per poi riprendere una andatura rapida e allegra quando descrive i mercati affollati ed i vari destinatari delle merci di cavalcantiana memoria».